# Marsel Ismailgeci
Marsel Ismailgeci est un footballeur albanais né le 14 mars 2000 à Tirana. Il joue au poste d'arrière gauche au KF Tirana.

## Biographie

### En club
Formé au KF Tirana, il intègre en juillet 2018 l'équipe première. Lors de la saison 2019-2020, il joue 21 matchs, dont 13 en tant que titulaire. Son unique but a lieu contre Flamurtari. 
Le 19 août 2020, il fait ses débuts en ligue des champions lors du premier tour qualificatif contre le Dinamo Tbilissi. Il se met alors en évidence en marquant un but à la 86e minute. 

### En sélection
Il reçoit sa première sélection en équipe d'Albanie le 11 novembre 2020, lors d'un match amical contre le Kosovo.

## Palmarès
KF Tirana
- Championnat d'Albanie (1) : 
  - Champion : 2019-20

- Championnat d'Albanie D2 (1) : 
  - Champion : 2017-18.